# Cerkiew Wszystkich Świętych w Jekaterynburgu
Cerkiew Wszystkich Świętych (ros. Храм во и́мя Всех Свя́тых) – jedna z prawosławnych cerkwi w Jekaterynburgu. Wzniesiona w latach 1886–1890 na terenie cmentarza Michajłowskiego.

## Historia

### Początki
Cmentarz Michajłowski, na którego terenie położona jest cerkiew Wszystkich Świętych, został otwarty w 1865, a jego powierzchnia wynosiła wówczas 22 500 sążni kwadratowych (10,24 ha). Powstanie nowej cerkwi na tym terenie związane jest z bogatym kupcem Fiodorem Aleksiejewiczem Michajłowem, który uchodzi za inicjatora powstania świątyni i jednego z jej najważniejszych fundatorów. W 1885 zapadł on na ciężką chorobę i zdecydował się przeznaczyć 500 rubli ze swojego majątku na rzecz wzniesienia cerkwi na terenie cmentarza Michajłowskiego. 13 października 1886, poprzez jekaterynburską radę miejską, dokonał kolejnej darowizny na ten cel, tym razem ofiarowując 300 rubli. Koszty budowy cerkwi wynieść miały (i faktycznie wyniosły) łącznie 12 tysięcy rubli. Innym ofiarodawcą wspominanym w archiwach kościelnych i miejskich jest Aleksandr Wołkow, kupiec, podobnie jak Michajłow członek jekaterynburskiej rady miejskiej oraz działacz różnych organizacji dobroczynnych. Jest on uznawany za drugiego co do ważności fundatora cerkwi. Przedsięwzięcie to dofinansował jeszcze jeden kupiec, Jakow Andriejew. Główny inicjator powstania cerkwi, Fiodor Michajłow nie doczekał ukończenia jej budowy, umierając jeszcze pod koniec 1886.
Kamień węgielny pod budowę cerkwi został wmurowany 8 czerwca 1886 z błogosławieństwem biskupa jekaterynburskiego Nataniela. Budynek w stanie surowym został ukończony już w 1887, a następne trzy lata zająć miały prace wykończeniowe, kompletowanie wyposażenia, sprzętów liturgicznych oraz tworzenie dekoracji. 17 czerwca 1890 budowa była już ukończona, wtedy też biskup jekaterynburski Polikarp konsekrował cerkiew Wszystkich Świętych. Świątynia według ówczesnych jednostek długości liczyła od wschodniej strony ołtarza do zewnętrznej zachodniej ściany 13 sążni, a jej szerokość wynosiła 5 sążni. Ikonostas był dwurzędowy, kolorem dominującym była czerwień. Głównymi problemami jakie trapiły ten nowy jekaterynburski obiekt sakralny w latach 1890–1904 były przede wszystkim: chroniczny brak kapłanów, a także niska frekwencja na nabożeństwach. Sama świątynia nie była samodzielną parafią, lecz podlegała pod sobór św. Katarzyny. Jednocześnie cały czas trwały prace wewnątrz budynku. W 1900 otynkowano kopułę, oczyszczono zewnętrzne ściany i pomalowano dach, a wewnątrz odnowiono ściany i posadzkę. W latach 1903–1904 przeprowadzono kolejne prace wewnątrz cerkwi, mające na celu głównie jej upiększenie. Na ścianach i na sklepieniach pojawiły się nowe malowidła oraz inne elementy dekoracyjne. Sponsorem tych zakrojonych na szeroką skalę prac był jekaterynburski kupiec, Paweł Wasilijewicz Uglicki, który ufundował także jednopiętrowy budynek mieszkalno-administracyjny dla duchowieństwa. Powstanie tego typu obiektu miało być pierwszym krokiem w celu uzyskania statusu samodzielnej jednostki parafialnej.

### Przed 1917
W 1904, decyzją synodu (numer 13238), cerkiew Wszystkich Świętych operująca na terenie cmentarza Michajłowskiego została przekształcona w niezależną parafię. Rozporządzenie to zostało wydane 31 grudnia 1904. Głównym dobrodziejem świątyni w dalszym ciągu pozostawał Paweł Uglicki, gdyż parafia nie posiadała właściwie własnych źródeł dochodu. Za swą działalność Uglicki został nagrodzony m.in. Orderem św. Stanisława. Cerkiew utrzymywała się także z datków związanych z działalnością pogrzebową na cmentarzu Michajłowskim, a jej roczne dochody w 1915 wynosiły około 3 tysięcy rubli. Dwukrotnie Boska Liturgia w cerkwi Wszystkich Świętych sprawowana była przez jekaterynburskich biskupów. 2 października 1910 przez biskupa Mitrofana, a 15 czerwca 1914 przez biskupa Serafina. Niewiele informacji zachowało się na temat duchowieństwa parafialnego świątyni. Od 14 stycznia 1905 do 1908 posługiwał tu pochodzący z Symbirska Władimir Fiodorowicz Pokrowski. Był on pierwszym zarządcą nowo powstałej parafii. W 1909 zastąpił go protojerej Nikołaj Jewgienjewicz Wecztomow, który zmarł w rok później, a jego nabożeństwo pogrzebowe prowadził wspomniany biskup Mitrofan. Na jego miejsce skierowano pochodzącego z Riazania protojereja Aleksieja Andriejewicza Katagoszczina, który miał pozostać w parafii do 1914. W latach 1915–1916 parafię obsługiwało dwóch kapłanów: protojerej Iwan Iwanowicz Gomolicki i pochodzący z Litwy Simeon Iwanowicz Marunczakow.

### Wczesny okres sowiecki

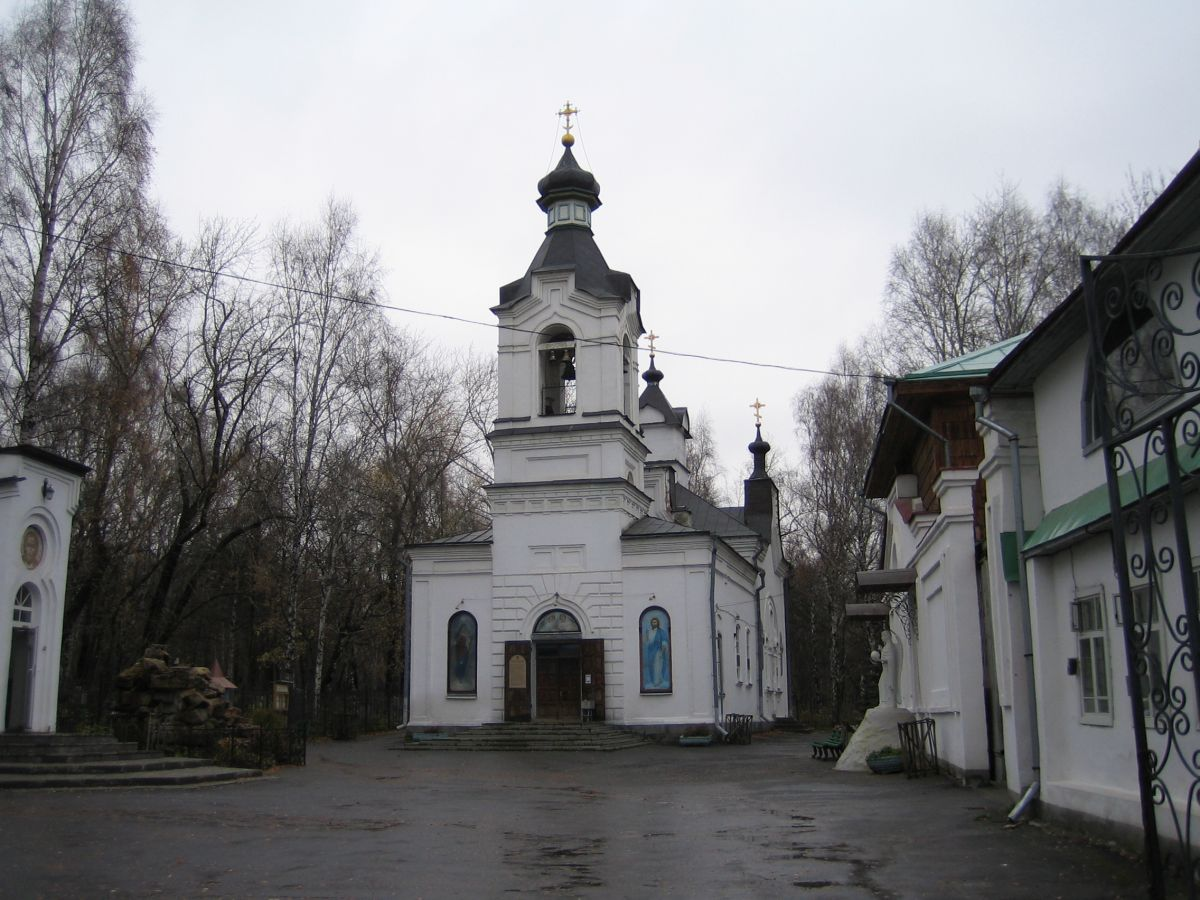
Widok na cerkiew i okoliczne zabudowania

W wyniku zniszczeń związanych z rosyjską wojną domową, a także antyreligijną działalnością partii bolszewickiej większość źródeł dotyczących historii jekaterynburskiej cerkwi Wszystkich Świętych z lat 1917–1920 zaginęło lub zostało zniszczonych. Rewolucja lutowa (1917) sprawiła, że nie tylko kraj, ale także eparchia jekaterynburska pogrążyła się w anarchii. Biskup Serafin wyraził swe poparcie dla dynastii Romanowów i znalazł się w opozycji wobec nowego porządku jaki nastał w Rosji. Wkrótce przeciwko polityce biskupa wystąpił zarówno Rząd Tymczasowy, jak i duchowieństwo diecezjalne, co w konsekwencji doprowadziło do odwołania Serafina z urzędu biskupiego.
Po przewrocie bolszewickim rozpoczęły się antyreligijne represje nowej władzy. Aresztowany i rozstrzelany został m.in. duchowny cerkwi Wszystkich Świętych, Aleksiej Katagoszczin. W 1918 decyzją władz bolszewickich majątek kościelny cerkwi został znacjonalizowany, a jego użytkowanie miało odtąd odbywać się w porozumieniu z lokalną władzą. W 1918 jekaterynburska cerkiew Wszystkich Świętych częściowo spłonęła; duża część wnętrz oraz zgromadzonego dotąd wyposażenia uległa zniszczeniu w czasie pożaru. Odbudowa i restauracja trwały dwa lata, wnętrza zyskały nowe elementy dekoracyjne, jeden z fresków został wykonany pod kierownictwem Wiktora Wasniecowa. 28 września 1920 miejscowe organy władzy ustaliły wraz z przedstawicielami zarówno strony kościelnej jak i parafian zasady korzystania z budynku cerkwi Wszystkich Świętych i przyległych zabudowań. Wiązało się to także z przeprowadzeniem dokładnej kontroli i sporządzeniem szczegółowego spisu inwentarza. Kwerenda ta okazała się bardzo przydatna w maju 1922, gdy władze bolszewickie rozpoczęły na masową skalę akcję konfiskaty majątku Rosyjskiego Kościoła Prawosławnego. Cerkiew Wszystkich Świętych w Jekaterynburgu została pozbawiona większości sprzętów liturgicznych oraz elementów dekoracyjnych wykonanych ze złota, srebra, a także innych cenniejszych przedmiotów.
Do 1922 kler parafialny i ludność popierały patriarchę Tichona, a następnie – w wyniku nacisku lokalnych organów bezpieczeństwa – przeszły na stronę Żywej Cerkwi. Przez następnych kilka lat w ogołoconej świątyni nabożeństwa odbywały się w miarę regularnie, ale wielokrotnie dochodziło do zmian w składzie kapłanów posługujących w cerkwi. Świątynia znajdowała się nadal w rękach zwolenników i kleru związanego z Żywą Cerkwią i nurtem renowacjonistów. W latach 1930–1938 świątynia była siedzibą biskupów renowacjonistów, którzy uznawali ją za swój sobór. 15 lutego 1930 Swierdłowska Rada Miejska zdecydowała o zamknięciu (a następnie wysadzeniu) soboru św. Katarzyny, co spowodowało, że wierni w liczbie około 200 osób mieli przenieść się do cerkwi Wszystkich Świętych. 3 marca 1930 do cerkwi przeniesiono większość sprzętów liturgicznych i wyposażenia zamkniętego soboru. Nadal trwały represje, zarówno wobec tradycyjnej Cerkwi Prawosławnej, ale także wobec Żywej Cerkwi. Wielu duchownych z obydwu tych nurtów zostało aresztowanych, a następnie rozstrzelanych lub skazanych na długoletnie zesłanie do łagrów. W latach 1937–1938 na terenie obwodu swierdłowskiego zamknięto 53 cerkwie, w 1939 – 15, w 1940 co najmniej 13, a w pierwszej połowie 1941 – co najmniej 15. W 1941 zlikwidowano ostatnie dwie parafie renowacjonistów, najpierw w cerkwi Wszystkich Świętych, a następnie w cerkwi św. Jana Chrzciciela. Cerkiew Wszystkich Świętych została opuszczona i nie odbywały się w niej nabożeństwa.

### Lata 1941–1989

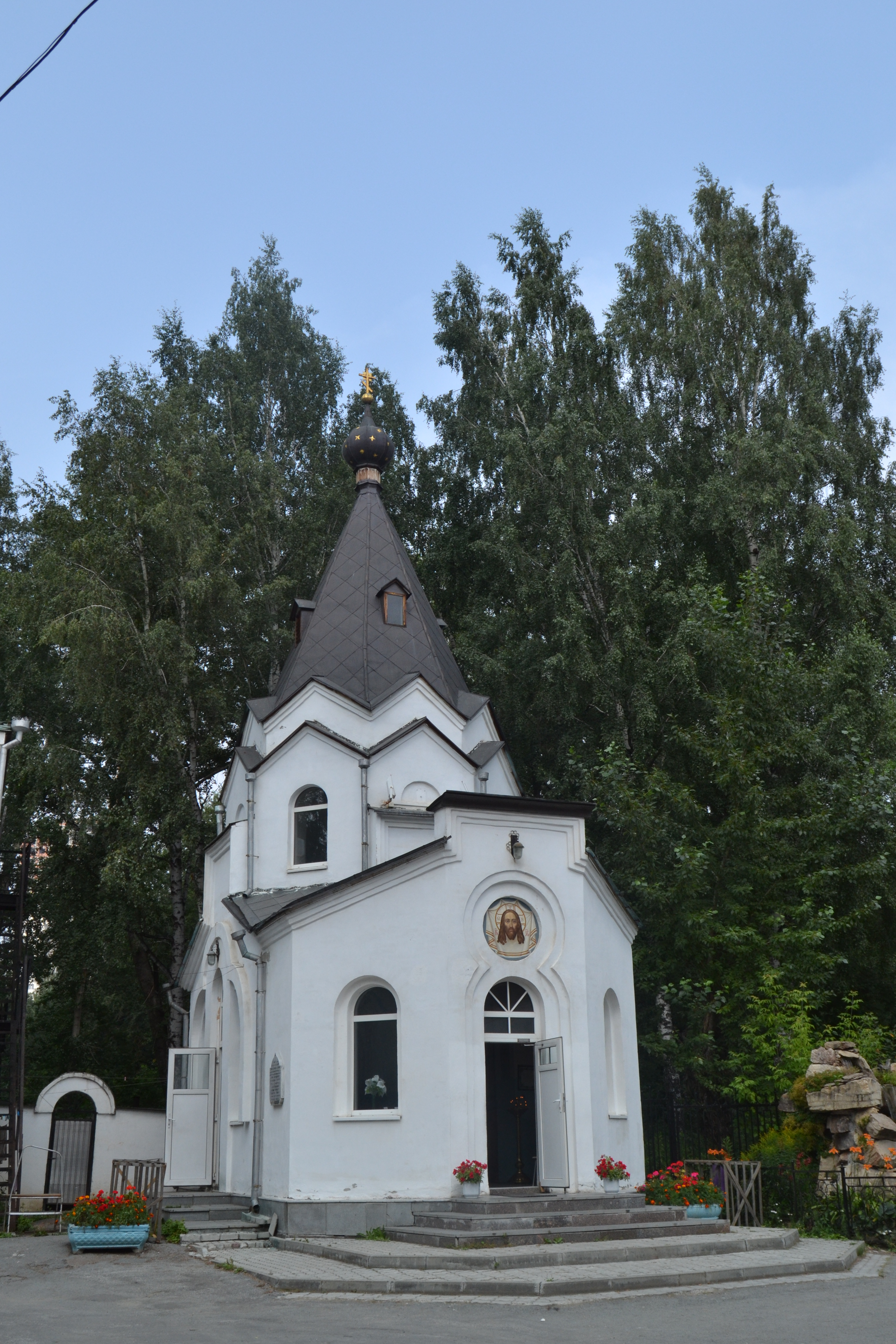
Kaplica świętych Guriasa, Samonasa i Habiba

Mimo że cerkiew została zamknięta w 1941, to budynek nie został ograbiony ze znajdujących się wewnątrz sprzętów liturgicznych i innego wyposażenia. Po ataku Niemiec na ZSRR poprawiła się nieco sytuacja wiernych. W 1943 władze kościelne uzgodniły z władzami państwowymi możliwość otwarcia świątyń na terenie obwodu swierdłowskiego. Na 93 podania o wznowienie nabożeństw tylko 4 zostały rozpatrzone pozytywnie – w tym ta dotycząca cerkwi Wszystkich Świętych. Celebracje liturgiczne zostały wznowione w 1944. Przeniesiono tu m.in. ocalały ikonostas z zamkniętej cerkwi Riazanowskiej. Od ponownego otwarcia świątyni, w różnych okresach, duszpasterzami parafii byli Dimitrij Fieswitjankow (od 1946), Wasilij Jewgienjew (od 1944 do swej śmierci w 1956), Aleksandr Zubrycki (od 1944 do 1961), Siergiej Łopatin (od 1948 do 1961) oraz Aleksiej Walajew (od 1954 do 1960). Ten ostatni w 1960 w wypadku samochodowym spowodował śmierć kobiety i by uniknąć więzienia poszedł na współpracę z KGB. Został wykluczony z szeregów duchowieństwa diecezji, ożenił się i spłodził trójkę dzieci, a następnie zasłynął z ateistycznych wykładów jakie wygłaszał na terenie obwodu. Ostatecznie jednak w 1965 pojednał się z Cerkwią, choć pozostał już poza stanem duchownym. 
W 1959 Nikita Chruszczow rozpoczął nową akcję walki z religią. Od 1960 rozpoczęły się kolejne akcje konfiskaty mienia prawosławnych parafii oraz akcje szykanowania i prześladowania duchowieństwa. 25 sierpnia 1961 władze obwodu swierdłowskiego podjęły decyzję o ograniczeniu liczby aktywnie działających parafii i miejsc kultu na terenie obwodu. Rezolucja obwodowej rady bezpośrednio odnosiła się do cerkwi Wszystkich Świętych, która została oficjalnie zamknięta. Jako główny powód likwidacji parafii podano zmianę planu zagospodarowania tego regionu, który nie przewidywał istnienia na tym terenie obiektu kultu religijnego. Wiernych włączono do wspólnoty parafialnej skupionej wokół soboru św. Jana Chrzciciela. W ramach akcji przejęcia budynku cerkiewnego zrzucono i zniszczono dzwony oraz krzyże, rozmontowano oraz wywieziono w nieznane miejsce ikonostas. Większość wyposażenia świątyni przepadła. Parafianom udało się uratować zaledwie kilka ikon. Od 1965 we wnętrzach cerkwi mieściła się kwiaciarnia oraz magazyn w którym składowano kwiaty oraz inne przedmioty związane z obsługą pobliskiego cmentarza, przechowywano tu także trumny. Wnętrza, w tym zabytkowe freski i dekoracje, aż do rozpadu Związku Radzieckiego ulegać miały degradacji.

### Walka o odzyskanie świątyni

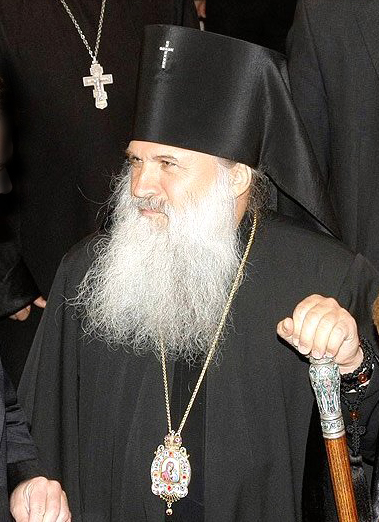
Biskup jekaterynburski Wincenty (1999–2011), który w 1999 konsekrował jedną z przycerkiewnych kaplic

W 1988 na fali pieriestrojki oraz świętowania tysiąclecia chrztu Rusi rozpoczął się także proces odnowy życia religijnego. Zezwolono na używanie dzwonów kościelnych (co było zakazane od 1960), a liczba chrztów na terenie eparchii (w porównaniu z 1987) potroiła się i sięgnęła liczby 170 121. W 1988 na terenie obwodu otwarto 6 parafii i zwrócono 4 świątynie, w 1989 – 16 parafii i 9 świątyń. W 1989 ochrzczono już 370 572 osoby. W związku z tymi przemianami ludność zamieszkująca okolice zamkniętej cerkwi zwróciła się do władz z prośbą o ponowne jej otwarcie. Petycja ta została rozpatrzona pozytywnie już w 1989. Zgoda władz miejskich została wydana 28 marca 1990. Decyzja administracyjna miasta okazała się jednak niewystarczająca. Wierni oraz duchowieństwo chcący rozpocząć regularne nabożeństwa napotkali na opór kierownictwa jednego z zakładów przemysłowych, który do tej pory zarządzał tym terenem. Bramy posesji oraz drzwi świątyni pozostawały zamknięte, choć wiernym obiecano że budynek zostanie im zwrócony w przeciągu dwóch tygodni.
Do przekazania cerkwi Wszystkich Świętych nie doszło jednak tak szybko, zwrot nastąpił bowiem dopiero 28 kwietnia 1995 – a więc po blisko 5 latach od wydania decyzji przez władze obwodowe i miejskie o przekazaniu świątyni. Budynek wymagał generalnego remontu i przystosowania go ponownie do pełnienia funkcji sakralnych. Zainstalowano m.in. system ogrzewania oraz kanalizacyjny, wymianę posadzek oraz rekonstrukcję sufitów. Mimo że formalnie budynek nie był jeszcze własnością Kościoła Prawosławnego – to trwały w nim prace remontowane oraz odprawiane były, za zgodą władz pobliskiego zakładu, nabożeństwa. 12 listopada 1990, pod przewodnictwem biskupa Melchizedeka, dokonano uroczystej rekonsekracji cerkwi Wszystkich Świętych. W niedziele i święta odbywać się tu od tej pory miały dwie Boskie Liturgie. Od 1997, z osobistym błogosławieństwem biskupa Nikona, kler parafialny rozpoczął gromadzenie relikwii świętych. Uzyskano m.in. relikwie następujących świętych i błogosławionych: Świętych Starców Optyńskich (Antoniego, Anatola Starszego, Lwa, Makarego, Izaaka, Nektariusza, Mojżesza i Ambrożego), Tryfona z Nicei, Jana Damasceńskiego, Włodzimierza I Wielkiego, Antoniego Wielkiego, Sawy Storożewskiego, Arefa Wierchoturskiego, Maksyma Greka, Paraskewej, Innocentego Irkuckiego, Tichona Zadońskiego i Makarego Wielkiego Egipskiego. W 1999 relikwiarz ze świętymi został uroczyście poświęcony przez biskupa Wincentego.
W 1992 rozpoczęto i ukończono budowę chrzcielnej kaplicy, położonej nieopodal cerkwi, poświęconej św. Michałowi Archaniołowi. 3 września 1998 z błogosławieństwem biskupa Nikona przy cerkwi poświęcono kamień węgielny pod kaplicę pod wezwaniem świętych męczenników Guriasa, Samonasa i Habiba. 16 listopada 1999 biskup Wincenty dokonał aktu konsekracji kaplicy. Kaplica przeznaczona jest przede wszystkim dla małżeństw, gdyż święci męczennicy Gurias, Samonas i Habib uchodzą za patronów związków małżeńskich.

## Cerkiew Wszystkich Świętych współcześnie

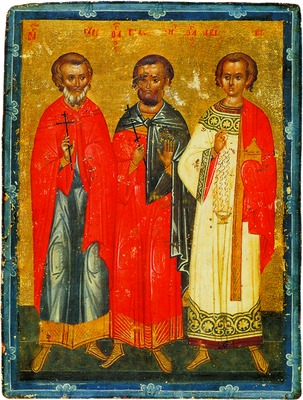
Święci Gurias, Samonas i Habib, którym poświęcona jest jedna z dwóch przycerkiewnych kaplic

Od 1990 duszpasterzem odrodzonej parafii jest protojerej Władimir Pommer. Remont, który w latach dziewięćdziesiątych, na podstawie danych archiwalnych i zachowanych zdjęć, został przeprowadzony w jekaterynburskiej cerkwi Wszystkich Świętych przywrócił ją do dawnej świetności i nadał jej dawny wygląd. Nie udało się jednak odtworzyć ikonostasu i ołtarza. W nowym ikonostasie umieszczono m.in. ikony przedstawiające wizerunek Jezusa Chrystusa (Mandylion) oraz Abrahama składającego w ofierze Izaaka. Budowniczy świątyni nadali jej formę podłużną, mającą przypominać statek, co w ich zamyśle miało być nawiązaniem do Arki Noego. Już w 1991 uruchomiono szkołę dla dzieci, mającą na celu odrodzenie prawosławia w Rosji i kształcenie dzieci w materiach wiary. Nauka odbywa się w soboty i niedziele, pod opieką szkoły znajduje się około 130 dzieci, które nauczane są przez 15 nauczycieli. Organizowane są pielgrzymki do ważnych miejsc kultu znajdujących się w Jekaterynburgu jak i w obwodzie swierdłowskim, m.in. do Cerkwi na Krwi, Monasteru Świętych Cierpiętników Carskich, Ałapajewska, Wierchoturia i Tobolska. Od 1996 przy parafii działa także szkoła dla dorosłych. Zajęcia odbywają się trzy raz w tygodniu, a oprócz nich organizowane są specjalne warsztaty z zakresu plastyki i sztuki dla dzieci oraz spotkania rozwijające indywidualne zainteresowania parafian. Działa także chór dziecięcy. W 2011 obchodzono dwudziestolecie rozpoczęcia działalności edukacyjnej przy cerkwi. W 1997 uruchomiono bibliotekę parafialną, która zyskała około 750 stałych czytelników. W swych zbiorach gromadzi ona około 4500 woluminów, 300 kaset video, 650 kaset magnetofonowych oraz pewną liczbę płyt CD i DVD. Biblioteka nieustannie powiększa swój księgozbiór.
Przy cerkwi Wszystkich Świętych rozwijana jest także działalność charytatywna. Początkowo prowadzona ona była ze, znajdującego się na terenie parafii, budynku garażu. Przynajmniej raz w miesiącu najbiedniejszym mieszkańcom Jekaterynburga przekazywane są m.in. ubrania oraz buty, a cerkiew wspiera także jeden z zakładów karnych dla kobiet w mieście oraz jeden z męskich szpitali neuropsychiatrycznych. Organizowana jest też pomoc dla jednego ze szpitali więziennych, a także wspierane są dwie szkoły ponadpodstawowe w rejonie kirowskim. Cerkiew sprawuje także patronat nad dziecięcą grupą teatralną działającą w tej dzielnicy miasta, a także zapewnia pomoc starszym i schorowanym mieszkańcom, a także niepełnosprawnym dzieciom. Działa tu także grupa wsparcia i modlitwy dla osób zmagających się z uzależnieniami od alkoholu. W 2009 obchodzono dwunastolecie rozpoczęcia funkcjonowania działalności dobroczynnej w parafii. Duchowni parafii obsługują pobliski cmentarz Michajłowski, zapewniając prawosławne nabożeństwa za zmarłych i pomagając w organizacji pochówków zmarłych. Cerkiew stwarza swym wiernym i wszystkim chętnym możliwość do przystąpienia do wszystkich sakramentów. We wnętrzach świątyni podziwiać można m.in. Ikonę Matki Bożej „Ukój Mój Smutek”. Ikona ta cieszy się szczególnym kultem wśród parafian.
Cerkiew Wszystkich Świętych w Jekaterynburgu mieści się w rejonie kirowskim, przy ulicy Wasilija Blüchera 6.